# Stoffel Muller
Christoffel (Stoffel) Muller (Puttershoek, 16 februari 1771 - Varik, 3 augustus 1833) was de stichter van de Christelijke Broedergemeente, ook wel de Zwijndrechtse Nieuwlichters genoemd.

## Biografie
Muller werd in 1771 in Puttershoek geboren als zoon van de schipper Teunis Muller en Josina Stuijk. Net als zijn vader werd Muller schipper en voer voor eigen rekening. Hij voelde zich aangetrokken tot de piëtische stroming van de Nadere Reformatie. Hij was een trouw bezoeker van gezelschappen waar deze vorm van bevindelijk geloven werd verkondigd en gepraktiseerd. Rond 1815 vond hij in de persoon van de schout van Waddinxveen, Dirk Valk, en diens echtgenote Helena van der Gijp medestanders. Hoewel Muller getrouwd was met Helena Groenendijk vond hij in Maria Leer een 'ware levensgezellin', met wie hij een "geestelijk huwelijk" sloot en met wie hij ook kinderen kreeg. Muller, Leer en Valk verkondigden als opvatting dat teruggekeerd diende te worden naar de manier van leven van de eerste christenen. Persoonlijk bezit en luxe waren, naar hun opvatting, overbodig. Richtsnoer voor hun dagelijks handelen werd gevormd door de Bergrede van Christus. Het gezag van de burgerlijke overheid wezen zij af. Zij gingen uit van een godsbegrip dat zij ontleenden aan de brief van Paulus aan de Romeinen, hoofdstuk 11 vers 36: "Uit Hem en door Hem en tot Hem zijn alle dingen". Volgens hen was hiervan de consequentie dat ook de zonde van God afkomstig was. Zij stichten de Christelijke Broedergemeente waar zich mensen bij aansloten, die zich lieten inspireren door de opvattingen van Muller c.s. Aanvankelijk vonden zij onderdak bij Valk in Waddinxveen. Maar toen het leven hen daar onmogelijk werd gemaakt vertrokken zij via Puttershoek, de geboorteplaats van Muller, naar Polsbroekerdam, waar zij onderdak vonden bij Dirk Schenkel, een bevriende boer. Als tegenprestatie voorzagen zij in hun onderhoud door het maken van zwavelstokjes. Zij trokken er vervolgens op uit om deze zwavelstokjes te verkopen en om tegelijkertijd hun geloof te verkondigen. Vandaar dat hun religie ook wel het "zwavelstokkengeloof" werd genoemd. Ook in Polsbroekerdam ondervonden zij tegenwerking . In 1820 verlieten zij deze plaats en vertrokken via Puttershoek naar Dordrecht. Rond 1820 zijn Muller en Leer veroordeeld tot een gevangenisstraf van één jaar, vanwege landloperij en majesteitsschennis. Op 20 april 1823 werden de uitgangspunten van de Christelijke Broedergemeente in Puttershoek een oprichtingsakte vastgelegd. In 1829 kochten zij een scheepswerfje in Zwijndrecht waar zij zich vestigden. Aan deze laatste vestigingsplaats dankt de broedergemeente haar bijnaam, de Zwijndrechts Nieuwlichters. Muller had groot gezag en slaagde erin om zijn ideeën in de Zwijndrechtse leefgemeenschap te realiseren. Zijn opvattingen zijn bewaard gebleven in enkele van zijn geschriften. De periode van bloei van de broedergemeente duurde echter maar kort, want Muller overleed vier jaar na de vestiging in Zwijndrecht. Tijdens een reis met zijn schip overleed hij in Varik aan de cholera. Hij was op het moment van zijn overlijden, in augustus 1833, 62 jaar. Na zijn overlijden viel de broedergemeente uiteen. Enkele leden van de groep emigreerden naar de Verenigde Staten en sloten zich aan bij de Kerk van Jezus Christus van de Heiligen der Laatste Dagen. Maria Leer overleed in 1866 in Leiden.

## De Waterman
Muller heeft voor de schrijver Arthur van Schendel model gestaan voor schipper Wuddink, een personage in zijn roman De Waterman.